# Prestholmen
Pour les articles homonymes, voir Prestholmen.
Prestholmen est une île norvégienne du comté de Hordaland appartenant administrativement à Austrheim.

## Description
Rocheuse et couverte d'une légère végétation, elle s'étend sur environ 175 m de longueur pour une largeur approximative de 50 m. 